# Comunitatea Europeană a Cărbunelui și Oțelului
Comunitatea Europeană a Cărbunelui și Oțelului (CECO) a fost fondată în 1951 (Tratatul de la Paris), de Franța, Germania de Vest, Italia, Belgia, Luxemburg și Olanda pentru a partaja resursele de oțel și cărbune ale statelor membre, prevenind astfel un nou război european. A reprezentat aplicarea unui plan dezvoltat de economistul francez Jean Monnet, făcut public de ministru de externe francez Robert Schuman. A fost promovat intens de Statele Unite.
CECO a devenit fundația pentru Comunitatea Economică Europeană (redenumită ulterior Comunitatea Europeană și în final Uniunea Europeană prin Tratatul de la Maastricht) .
Tratatul de la Paris a intrat în vigoare la 23 iulie 1952, și spre deosebire de Tratatul de instituire a Comunității Europene, a avut o durată limitată la 50 de ani. În consecință, CECO a încetat să existe la 23 iulie 2002, iar responsabilitățile și bunurile sale au fost preluate de CE.
Spre deosebire de cealaltă organizație europeană creată în 1949 după model interguvernamental (Consiliul Europei), CECO a fost creată ca organizație supranațională.

## Istoric
Ca prim-ministru și ministru de externe, Schuman, a contribuit la transformarea politica franceză departe de politică gaullistă de ocupație permanentă sau de control a unor părți din teritoriul german, cum ar fi Ruhr sau Saar. În ciuda ultra-naționaliștilor de opoziție, gaulliști și comuniști, Adunarea franceză a votat o serie de rezoluții în favoarea noii sale politici de integrare a Germaniei într-o comunitate. Autoritatea Internațională pentru Ruhr s-a schimbat în consecință. Principiile directoare ale lui Schuman au fost morale, bazate pe egalitatea statelor (democrație internațională) nu puterea politicii de dominație.

## Declarația lui Schuman
Declarația lui Schuman din 9 mai 1950 (cunoscută mai târziu ca Ziua Europei), a avut loc după două ședințe de cabinet, propunerea a devenit politica franceză guvernamentală. Franța a fost astfel primul guvern care a fost de acord să împartă suveranitatea și să crească într-o Comunitate supranațională. Această decizie a fost bazată pe un text, scris și editat de prietenul și colegul lui Schuman, avocatul Ministrului de Externe, Paul Reuter și cu ajutorul lui Jean Monnet și directorul de cabinet al lui Schuman său de cabinet, Bernard Clappier. Este stabilit un plan pentru o Comunitate Europeană pentru a aduna membrii într-o piață comună.
Schuman a propus ca "Producția franco-germană de cărbune și oțel în ansamblul său să fie plasate sub o Înaltă Autoritate comună, în cadrul unei organizații deschise participării altor țări din Europa." Un astfel de act a fost menit să contribuie la creșterea economică și de a consolida pacea între Franța și Germania, care au fost dușmani din totdeauna. Cărbunele și oțelul au fost resurse vitale necesare pentru o țară la război, astfel încât punerea în comun a acestor resurse între două țări dușmane a fost văzută mai mult decât simbolic. Schuman a văzut decizia guvernului francez cu privire la propunerea sa, ca primul exemplu a unei comunități democratice și supranaționale, o nouă dezvoltare în istoria lumii. Planul a fost, de asemenea, considerat de unii, cum ar fi Monnet, ca un prim pas spre o Federerație Europeană.
Declarația lui Schuman care a creat CECO are diferite scopuri :
- S-ar marca nașterea unei Europe unite
- S-ar face imposibilă ideea de război între statele membre
- S-ar încuraja pacea în lume
- S-ar transforma Europa cu « pas cu pas »  proces , ducând la unificarea Europei democratice, incluzând atât Europa de Est și Europa de Vest, despărțite de Cortina de Fier.
- S-ar crea prima instituție supranațională
- prima agenție din lume anti-cartel
- S-ar crea o piață unică pe întreg teritoriul Comunității
- Acest lucru, începând cu sectorul cărbunelui și al oțelului, ar revitaliza întreaga economie europeană prin procese de comunitate similare.
- Aceasta ar îmbunătăți economia mondială și țările în curs de dezvoltare, cum ar fi Africa.

În primul rând, a fost destinat pentru a preveni războiul în viitor între Franța și Germania și alte țări prin abordarea cauzei principale a războiului. CECO a fost conceput în primul rând cu Franța și Germania în minte: « Unirea națiunilor din Europa necesită eliminarea vechii opoziții a Franței și Germaniei. Orice acțiune întreprinsă trebuie să se refere, în primul rând  la aceste două țări. » Industriile cărbunelui și oțelului fiind esențiale pentru producția de muniții, Schuman credea că prin unirea acestor două industrii în Franța și Germania în cadrul unui sistem inovator supranațional, care a inclus, de asemenea, un anti-cartel el ar putea "face războiul, nu numai de neconceput, dar practic imposibil. " în continuare, scopul lui Schuman a fost
Cu resurse sporite, Europa va fi în măsură să urmărească realizarea uneia din sarcinile sale esențiale, și anume, dezvoltarea continentului african. Cartelurile industriale au avut tendința de a impune "practicile restrictive"  pe piețele naționale, în timp ce CECO a asigurat creșterea producției necesare pentru ambițiile lor în Africa.

## Presiunile politice
În Germania de Vest, Schuman a păstrat contacte apropiate cu noua generație de politicieni democratici. Karl Arnold, prim-ministrul Renania de Nord-Westfalia, a dat o serie de discursuri și emisiuni cu tema comunității supranaționale de cărbune și fier, în același timp ce Robert Schuman a început să propună această comunitate în 1948 și 1949. Partidul Social-Democrat din Germania, în ciuda sprijinului din partea sindicatelor și socialiștii din Europa, a decis că se va opune planului Schuman. Neîncrederea lui Kurt Schumacher în Franța, capitalism, și Konrad Adenauer, el a afirmat că un accent pe integrarea cu  "Mica Europă celor șase" ar prevala obiectivul SPD prim de re-unificării germane și, astfel, să împuternicească mișcările naționaliste și comuniste în Occident. El a crezut că, de asemenea, CECO ar sfârși orice speranță de a naționaliza industria siderurgică și de blocare într-o Europă de "cartelurilor, clerici și conservatori." Tineri membri ai partidului precum Carlo Schmid, au fost, totuși, în favoarea Comunității și au sprijinit ideea.
În Franța, Schuman a câștigat un sprijin politic și intelectual de la toate secțiunile națiunii și multe partide non-comuniste.Charles de Gaulle, care a fost apoi dat jos de la putere, a fost un susținător timpuriu a "legăturii" între economii și a vorbit de o confederație "europeană" care să exploateze resursele Ruhr-ului, în 1945. Cu toate acestea, el sa opus CECO ca o Faux (falsă) punerea în comun ( "le pool, ce faux semblant"), deoarece el a considerat că este o nesatisfăcătoare "abordare bucată cu bucată " a unității europene, și pentru că el a considerat guvernul francez "prea slab" pentru a  domina CECO cum credea că este bine. De Gaulle, de asemenea, a simțit că CECO a avut insuficientă autoritate supra-națională pentru că Adunarea nu a fost ratificată de către un referendum european, iar el nu a acceptat afirmația lui Raymond Aron că CECO a fost gândită ca o mișcare departe de dominația Statelor Unite. În consecință, de Gaulle și adepții săi în FFR au votat împotriva ratificării în camera inferioară a Parlamentului francez.
În ciuda acestor atacuri, precum și cele de la extrema din stânga, CECO găsit un sprijin substanțial public și a fost stabilită. A câștigat o majoritate puternică de voturi în toate cele unsprezece camere ale parlamentelor al celor șase, precum și de aprobare în rândul asociațiilor și a opiniei publice europene. În 1950 mulți au crezut că un alt război va fi inevitabil. Consiliul Europei, creat de o propunere a primului guvern a lui Schuman în mai 1948, a ajutat să articuleze opinia publică europeană.

## Tratate
Articolul 100 Tratatul de la Paris, care a stabilit CECO a fost semnat la 18 aprilie 1951 de către "cele șase interior": Franța, Germania de Vest, Italia, Belgia, Luxemburg și Țările de Jos. CECO a fost prima organizație internațională care s-a bazat pe principii supranaționale și a fost, prin instituirea unei piețe comune pentru cărbune și oțel, destinată să extindă economia, creșterea forței de muncă, și să ridice nivelul de trai în cadrul Comunității. Piața, era de asemenea destinata, sa raționalizeze progresiv distribuția producției la nivel înalt în același timp, asigurând stabilitate și ocuparea de forțe de muncă. Piață comună pentru cărbune a fost deschisă la 10 februarie 1953 și pentru oțel, la 1 mai 1953.La data de 11 august 1952, Statele Unite ale Americii a fost prima țară (în afară de membrii CECO ) să recunoască comunitatea și a declarat că s-ar înțelege acum cu CECO privind problemele cărbunelui și oțelului.Președintele Monnet a răspuns alegând Washington DC primul loc pentru CECO ca prezență externă. Titlul delegației primului buletin a fost "Către Guvernul Federal al Europei".
La șase ani după Tratatul de la Paris, Tratatele de la Roma au fost semnate de către cei șase membri CECO, creând Comunitatea Economică Europeană (CEE) și Comunitatea Europeană a Energiei Atomice (CEEA sau "Euratom"). Aceste comunități s-au bazat, cu unele ajustări, pe CECO. Tratatele de la Roma au fost în vigoare pe durată nelimitată, spre deosebire de Tratatul de la Paris, care a expirat după cincizeci de ani. Aceste două comunități noi au lucrat la crearea unei uniuni vamale și, respectiv comunitatea energiei nucleare.Tratatele de la Roma au fost grăbite chiar înainte ce de Gaulle, a preluat puterea și a proclamat Republica  a cincea.

## Instituții
Instituțiile CECO au fost : Înalta Autoritate, Adunarea Comună, Consiliul Special de Miniștri și a Curtea de Justiție. Comitetul Consultativ a fost înființat, alături de Înalta Autoritate, ca a cincea instituție care reprezintă societatea civilă. Aceasta a fost prima reprezentare internațională a consumatorilor în istorie. Aceste instituții au fuzionat în 1967 cu cele ale Comunității Europene, care apoi au reglementat în CECO, cu excepția Comisiei, care a continuat să fie independentă până la expirarea Tratatului de la Paris în 2002.
Tratatul a declarat că locația instituțiilor ar fi decis de comun acordul membrilor, totuși problema a fost puternic contestată. Ca un compromis temporar, instituțiile au fost situate provizioriu în  Luxemburg, în ciuda Adunării, care se ține în Strasburg.

## Înalta Autoritate
Înalta Autoritate (predecesorul Comisiei Europene) a fost un corp executiv format din  nouă membri care au guvernat comunitatea, cu sediul la Luxemburg. Franța, Germania și Italia au numit doi membri fiecare Autorității și trei membrii mai mici, fiecare. Acești opt membri numeau la rândul lor, o a nouă persoană care să fie Președintele Înaltei Autorități. 
În ciuda faptului că este numit de comun acord de guvernele naționale, acționând împreună, membrii și-au luat angajamentul să nu reprezinte interesul lor național și au făcut un jurământ de a apăra interesele generale ale Comunității în ansamblul său.
Principiul inovației Autorității a fost caracterul său supranațional. Ea a avut o arie largă de competență pentru a asigura că obiectivele tratatului au fost îndeplinite și că piața comună a funcționat fără probleme. Înalta Autoritate ar putea emite trei tipuri de instrumente juridice: decizii, legi care au fost în întregime obligatorii; recomandări, care au avut obiective obligatorii, dar metodele au fost lăsate la latitudinea statelor membre; și de avize, care nu au avut nici o forță juridică.
Până la fuziune în 1967, autoritatea a avut cinci președinți, urmat de un președinte interimar pentru ultimele zile.

## Realizări și eșecuri
Misiunea sa a fost, în general: de a "contribui la expansiunea economiei, dezvoltarea ocupării forței de muncă și îmbunătățirea nivelului de trai" a cetățenilor săi. În termeni de cărbune și producția de oțel, Comunitatea a avut un efect redus cu sectoarele, respectiv, a scăzut și a crescut în raport cu tendințele mondiale. Schimburile comerciale dintre membrii a crescut (de zece ori pentru cărbune), care a salvat banii membrilor ", nefiind necesar să se importe resurse din Statele Unite, în special în cazul în care au existat reduceri într-un singur stat. Înalta Autoritate, de asemenea, a emis 280 de împrumuturi de modernizare a industriei, care a ajutat industria de îmbunătățire a producției și pentru a reduce costurile. La cheltuielile de judecată au fost reduse și mai mult prin eliminarea tarifelor la frontiere.
Printre cele mai importante realizări CECO sunt problemele de bunăstare. Unele mine, de exemplu, au fost de nesustinut fără subvenții guvernamentale. Unii mineri aveau locuințe extrem de sărace. De peste 15 ani sunt finanțate 112,500 locuințe pentru muncitori, plătindu-se 1.770 dolari americani pentru fiecare apartament, permițându-le muncitorilor să cumpere o casă pe care altfel nu ar fi putut să și-o permită. CECO, de asemenea,a plătit jumătate din costurile de la locul de muncă de redistribuire a acelor lucrători care și-au pierdut locul de muncă atunci facilitățile de cărbune și oțel au început să se închidă. Combinat cu ajutorul pentru redezvoltarea regională CECO a cheltuit 150 milioane dolari pentru crearea de 100000 de locuri de muncă, o treime din care au fost pentru muncitori din sectorul oțelului și cărbunelui.

## Președinții Înaltei Autorități a Comunității Europene a Cărbunelui și Oțelului, 1952-1967
- Jean Monnet (Franța) 1952-1955
- René Mayer (Franța) 1955-1958
- Paul Finet (Belgia) 1958-1959
- Piero Malvestiti (Italia) 1959-1963
- Dino Del Bo (Italia) 1963-1967

| Semnat A intrat în vigoare Document | 1948 Tratatul de la Bruxelles                                   | 1951 1952 Tratatul de la Paris | 1954 1955 Tratatul de la Bruxelles modificat          | 1957 1958 Tratatele de la Roma                        | 1965 1967 Tratatul de fuziune                         | 1975 N/A Concluziile Consiliului European                          | 1985 Acordul de la Schengen                                        | 1986 1987 Actul unic european                                      | 1992 1993 Tratatul de la Maastricht                                | 1992 1993 Tratatul de la Maastricht | 1997 1999 Tratatul de la Amsterdam | 2001 2003 Tratatul de la Nisa | 2007 2009 Tratatul de la Lisabona | 2007 2009 Tratatul de la Lisabona |  |  |  |  |  |  |  |  |
|                                     |                                                                 |                                |                                                       |                                                       |                                                       |                                                                    |                                                                    |                                                                    |                                                                    |                                     |                                    |                               |                                   |                                   |  |  |  |  |  |  |  |  |
| Cei trei piloni ai Uniunii Europene |                                                                 |                                |                                                       |                                                       |                                                       |                                                                    |                                                                    |                                                                    |                                                                    |                                     |                                    |                               |                                   |                                   |  |  |  |  |  |  |  |  |
| Comunitățile Europene:              |                                                                 |                                |                                                       |                                                       |                                                       |                                                                    |                                                                    |                                                                    |                                                                    |                                     |                                    |                               |                                   |                                   |  |  |  |  |  |  |  |  |
|                                     | Comunitatea Europeană a Energiei Atomice (EURATOM)              |                                |                                                       |                                                       |                                                       |                                                                    |                                                                    |                                                                    |                                                                    |                                     |                                    |                               |                                   |                                   |  |  |  |  |  |  |  |  |
|                                     |                                                                 |                                | Comunitatea Europeană a Cărbunelui și Oțelului (CECO) | Comunitatea Europeană a Cărbunelui și Oțelului (CECO) | Comunitatea Europeană a Cărbunelui și Oțelului (CECO) | Comunitatea Europeană a Cărbunelui și Oțelului (CECO)              | Tratatul a expirat în 2002                                         | Tratatul a expirat în 2002                                         | Tratatul a expirat în 2002                                         |                                     | Uniunea Europeană (UE)             | Uniunea Europeană (UE)        |                                   |                                   |  |  |  |  |  |  |  |  |
|                                     |                                                                 |                                | Comunitatea Economică Europeană (CEE)                 |                                                       |                                                       |                                                                    |                                                                    |                                                                    |                                                                    |                                     | Uniunea Europeană (UE)             | Uniunea Europeană (UE)        |                                   |                                   |  |  |  |  |  |  |  |  |
|                                     |                                                                 |                                |                                                       | Regulile Schengen                                     |                                                       |                                                                    | Comunitatea Europeană (EC)                                         | Comunitatea Europeană (EC)                                         |                                                                    |                                     | Uniunea Europeană (UE)             | Uniunea Europeană (UE)        |                                   |                                   |  |  |  |  |  |  |  |  |
|                                     |                                                                 | TREVI                          | TREVI                                                 | TREVI                                                 | Justiție și afaceri interne (JHA)                     |                                                                    | Comunitatea Europeană (EC)                                         | Comunitatea Europeană (EC)                                         |                                                                    |                                     | Uniunea Europeană (UE)             | Uniunea Europeană (UE)        |                                   |                                   |  |  |  |  |  |  |  |  |
|                                     | Cooperarea polițienească și judiciară în materie penală (CPJMP) | TREVI                          | TREVI                                                 | TREVI                                                 | Justiție și afaceri interne (JHA)                     |                                                                    |                                                                    |                                                                    |                                                                    |                                     | Uniunea Europeană (UE)             | Uniunea Europeană (UE)        |                                   |                                   |  |  |  |  |  |  |  |  |
|                                     |                                                                 |                                |                                                       |                                                       | Cooperarea Politică Europeană (EPC)                   | Politica externă și de securitate comună a Uniunii Europene (PESC) | Politica externă și de securitate comună a Uniunii Europene (PESC) | Politica externă și de securitate comună a Uniunii Europene (PESC) | Politica externă și de securitate comună a Uniunii Europene (PESC) |                                     | Uniunea Europeană (UE)             | Uniunea Europeană (UE)        |                                   |                                   |  |  |  |  |  |  |  |  |
| Instituții neconsolidate            | Instituții neconsolidate                                        | Uniunea Vest-Europeană (UVE)   | Uniunea Vest-Europeană (UVE)                          | Uniunea Vest-Europeană (UVE)                          | Uniunea Vest-Europeană (UVE)                          | Uniunea Vest-Europeană (UVE)                                       | Uniunea Vest-Europeană (UVE)                                       |                                                                    |                                                                    |                                     |                                    | Uniunea Europeană (UE)        |                                   |                                   |  |  |  |  |  |  |  |  |
| Instituții neconsolidate            | Instituții neconsolidate                                        | Uniunea Vest-Europeană (UVE)   | Uniunea Vest-Europeană (UVE)                          | Uniunea Vest-Europeană (UVE)                          | Uniunea Vest-Europeană (UVE)                          | Uniunea Vest-Europeană (UVE)                                       | Uniunea Vest-Europeană (UVE)                                       | Tratatul a expirat în 2011                                         |                                                                    |                                     |                                    |                               |                                   |                                   |  |  |  |  |  |  |  |  |
|                                     |                                                                 |                                |                                                       |                                                       |                                                       |                                                                    |                                                                    |                                                                    |                                                                    |                                     |                                    | v • d • m                     |                                   |                                   |  |  |  |  |  |  |  |  |

1. ↑  Șinca Luciana Nicole, Nicole (2020). UNIUNEA EUROPEANĂ.